# Reginald Baker
Reginald Leslie Baker (fødte 8. februar 1884 i Sydney, død 2. december 1953 i Los Angeles, også kendt som Snowy Baker, Reg Baker og Rex Baker) var en australsk sportsudøver, som deltog i de olympiske lege 1908 i London. Baker var en utrolig alsidig sportsudøver, som var på toppen i Australien i ikke mindre end 29 sportsgrene og repræsenterede sit land på internationalt plan i fem af dem: Boksning, svømning, udspring, vandpolo og rugby. Blandt de øvrige sportsgrene, han konkurrerede i, var roning og cricket, og da han kom i militæret, begyndte han også at dyrke fægtning, skydning og brydning. Senere kom også ridesport og golf til.
Ved OL 1908 stillede Baker op i boksning i mellemvægt. Baker repræsenterede Australasien, og udover ham var der ni boksere tilmeldt i klassen, de øvrige var fra Storbritannien og Frankrig. Baker mødte udelukkende britiske boksere i turneringen. I første runde vandt han over Bill Dees på knockout, og i kvartfinalen slog han Bill Child på point. I semifinalen besejrede han William Philo på knockout i første runde, inden han tabte finalen til John Douglas på point. Nederlaget var Bakers eneste nogensinde i boksning.
Ved OL 1908 deltog han også i udspring, men her blev han sidst i sin pulje i indledende heat og kom ikke videre. Han var også tilmeldt flere individuelle svømmekonkurrencer, men kom ikke til start. Derimod var han med på det australasiatiske hold i 4×200 m fri, og holdet besejrede Danmark i sit indledende heat og kom dermed i finalen, hvor de dog sluttede som nummer fire og sidst.
Senere i sin karriere blev Baker boksedommer. Efter første verdenskrig rejste han til Hollywood, hvor han lærte flere filmstjerner at ride. Han blev direktør for Riviera County Club, hvor golfturneringen blev afholdt ved OL 1932, og han designede selv banen. Han medvirkede også i flere film i Australien før krigen og efter flytningen i USA. Endelig producerede han også enkelte film.